# Guéorgui Gospodínov
Guéorgui Gospodínov, ou Gheorghi Gospodinov, est un écrivain bulgare né en 1968 à Yambol.
Poète, novelliste et romancier, il a écrit pour le théâtre, pour la bande dessinée et le cinéma. Son œuvre est fréquemment traduite à l'étranger : son Roman naturel est paru dans quarante langues.
Gospodínov vit et travaille à Sofia.
Considéré comme une grande plume de la littérature contemporaine européenne, il est notamment qualifié par le journal italien La Repubblica de « Proust venant de l'Est ».
En 2023, Gospodínov est lauréat du Prix international Booker pour son roman Time Shelter (Le Temps du passé).

## Œuvres traduites en français
- Естествен роман, 1999
  - Un roman naturel, traduit en français par Marie Vrinat-Nikolov, Phébus, Paris, 2002[3]

- Физика на тъгата, 2011
  - Physique de la mélancolie, traduit en français par Marie Vrinat-Nikolov, Intervalles, Paris, 2015, 380 pages  (ISBN 978-2-36-956-017-3)[4],[5],[6] (couronné du prix Jan Michalski de littérature 2016[7])

- L'Alphabet des femmes, traduit en français par Marie Vrinat-Nikolov, Arléa, Paris, 2014
- Le Pays du passé, traduit en français par Marie Vrinat-Nikolov, Gallimard, Paris, 2021 (couronné du Premio Strega Europeo en 2021[8] et de l'International Booker Prize en 2023[2])